# Eric Adlercreutz
Carl Eric Alfred Adlercreutz (né le 14 décembre 1935 à Helsinki) est un architecte finlandais.

## Biographie
En 1961, Eric Adlercreutz obtient son diplôme d'architecte de l'Université technologique d'Helsinki.
De 1959 à 1965, il travaille au cabinet d'architecte d'Alvar Aalto et par la suite il participera à l'agrandissement et la rénovation d'ouvrages d' Alvar Aalto.

## Ouvrages

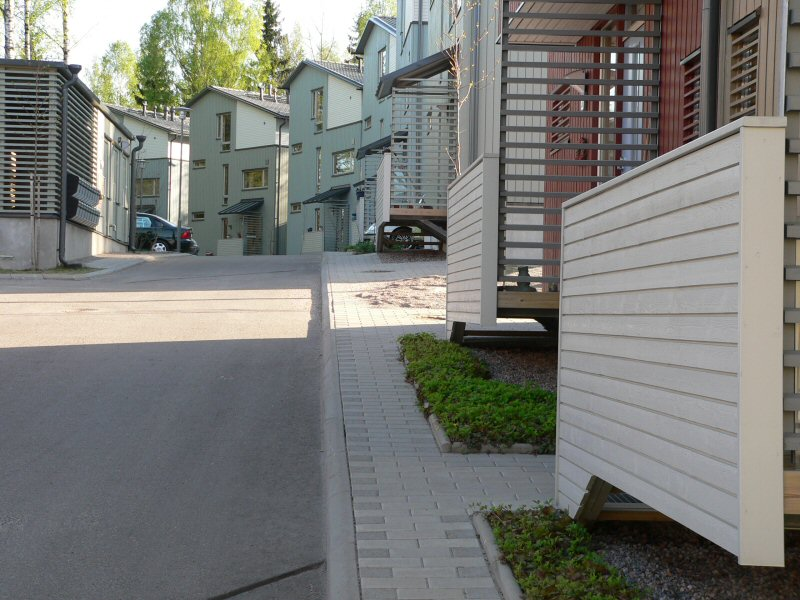
Lehtovuori, Helsinki, 2006.
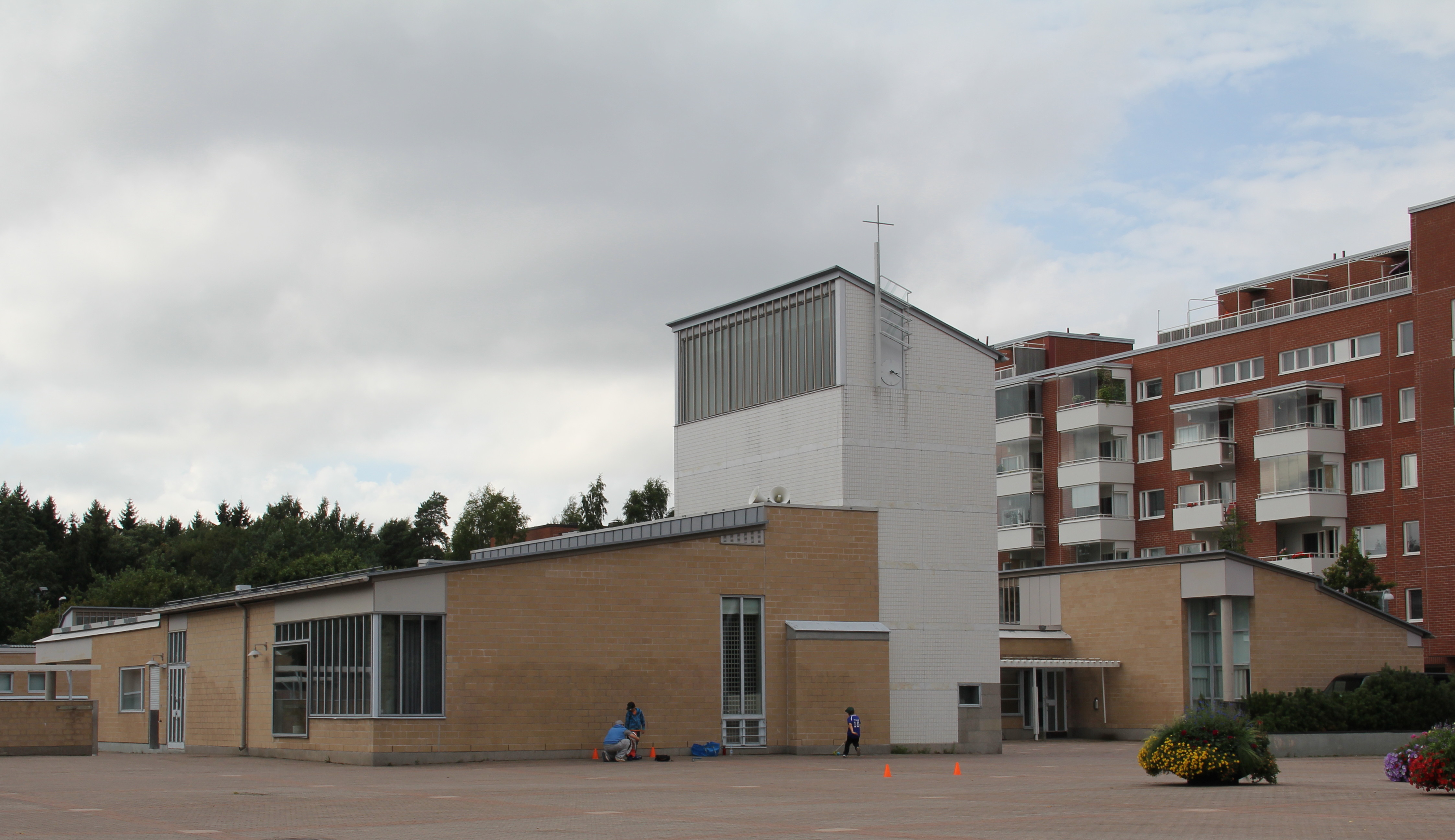
Chapelle de Länsi Pasila.
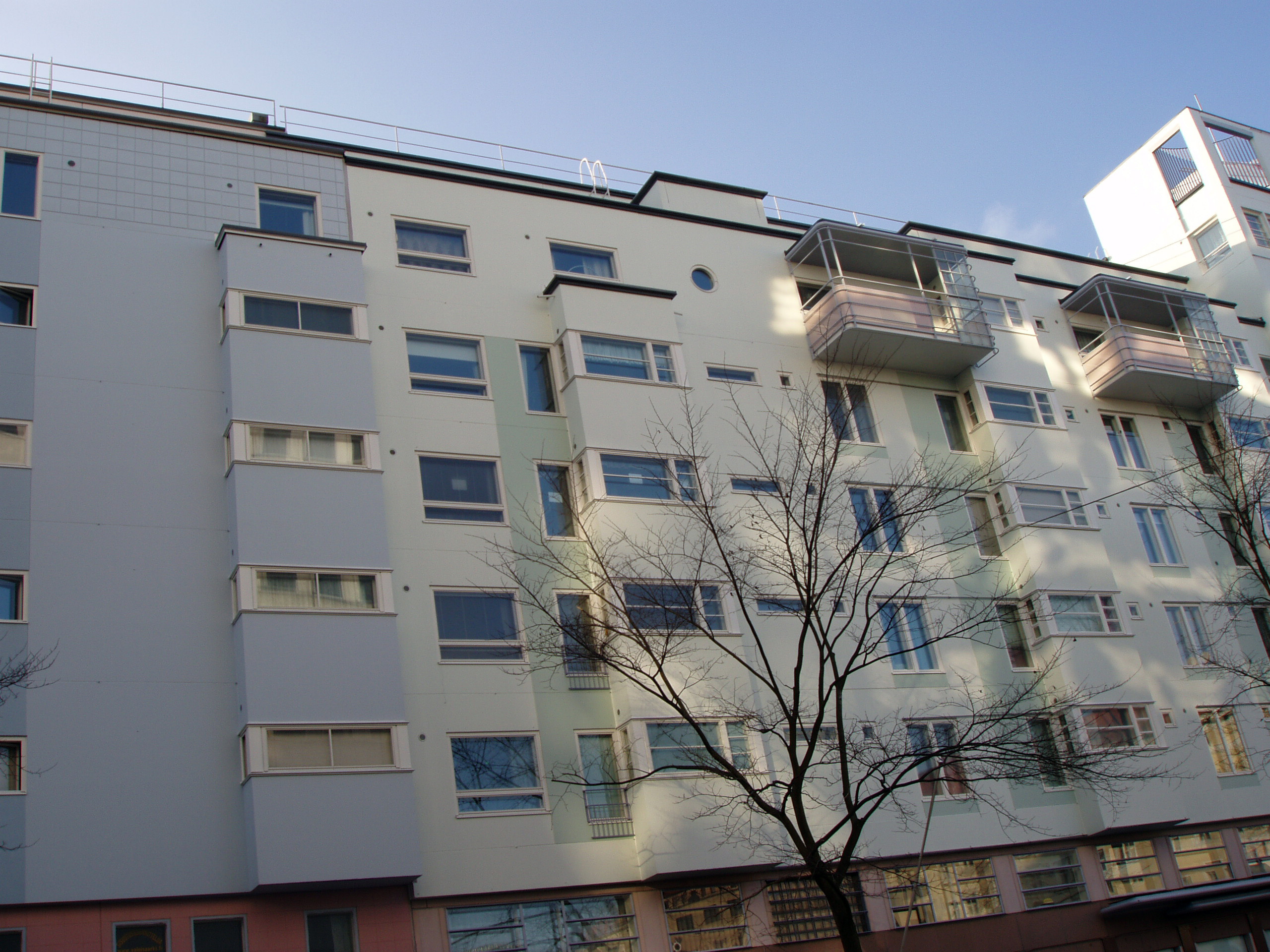
Zone résidentielle à Kamppi.